# Доктор (маска)

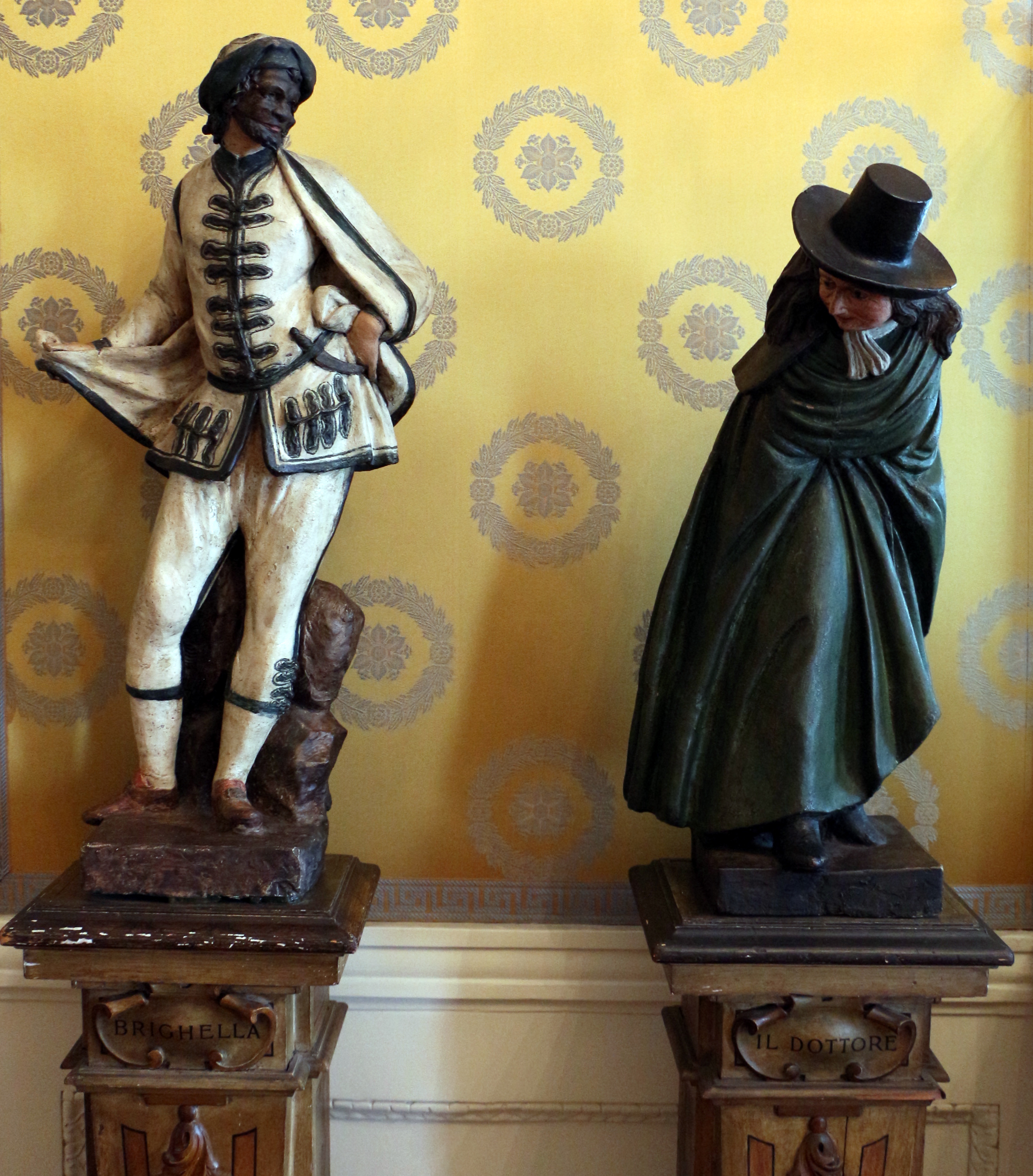
«Брігелла» та «Юрист» (або доктор права), розфарбовані деревина та порцеляна, Музей театра Ла Скала, Мілан.

Доктор (маска) (італ. Il Dottore) — тобто «доктор права» або «юрист», старовинний театральний персонаж комедії дель арте.

## Імена і походження
Персонаж Доктор (тобто Юрист) має болонське походження. В місті існував болонський університет з 12 століття, котрий навчав докторів права (юристів). Саме юристів з Болоньї і запрошували до князівських дворів світських та церковних, до дворів королів. Однак з часом болонські юристи втратили колишній авторитет і в 16 столітті ставлення до них змінилось на гумористичне і недовірливе. Пришвидшення історичного процесу призвело до появи юристів, давно відірваних від реальності.
Їх знання втратили сенс і мали більше історичне, ніж реальне значення. В комедію дель арте увійшов кумедний старець-балакун, що сипле порадами, книжковими, застарілими, створеними з уривків різних галузей. Це такі собі знавці ну чи не всіх наук, застарілих і непрактичних.
Тривалий час маска-персонаж Доктор (Юрист) зберігав у виставах і болонський діалект. На сцені це був університетський випускник і педант, що викликав у простої публіки сміх малозрозумілими порадами.

## Костюм персонажа
Костюм персонажа дозволяв ідентифіувати Юриста на сцені і мав значення атрибуту. Він носив довгу і чорну мантію, чорну куртку, чорні панталони і взуття з чорними бантами, шкіряний ремінь, куди кріпили білий носовичок. Костюм довершували чорною півмаскою з завеликим носом та чорна невелика шапка, білими були лише комір з претензіями на розкіш, носовичок та манжети. Персонаж товстий, неповороткий, однак волоцюга як і ще один комічний старий на сцені — Панталоне.

## Театральна маска «Доктор» як лікар
На сцені був ще один варіант Доктора-педанта і випускника університету, що мав медичну освіту, але залишився шарлатаном. Цей персонаж затвердив найпростіші знання та навички і його костюм та сценічні дії довершували завеликі медичні інструменти — завеликий пристрій для клізми, брудна білизна тощо. Він здатний лише замучити хворого, а не вилікувати того від хвороб, що і справляло кумедний ефект на сцені.

## В мистецтві (галерея)

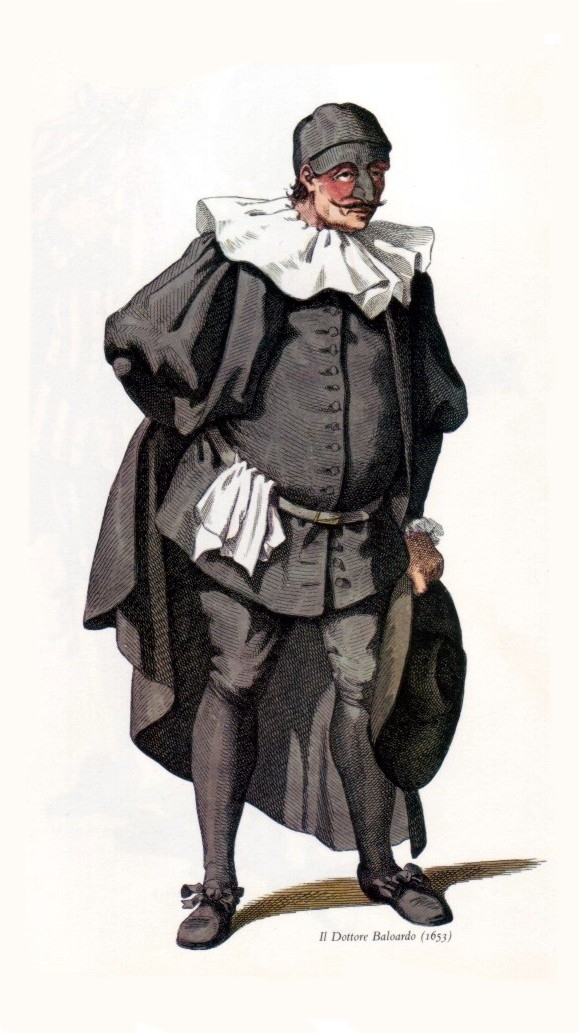
Традиційний костюм персонажа
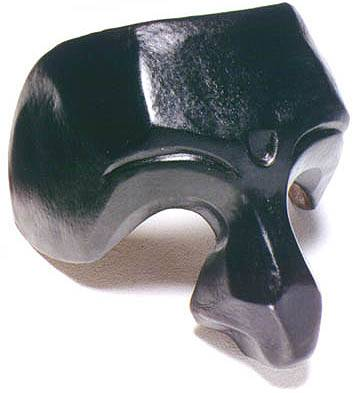
Маска юриста або доктора права (нема вус)